# Tárnokszentgyörgy
Tárnokszentgyörgy (1899-ig Kincstár-Szentgyörgy, románul Sângeorge, szerbül Sveti Gjuraj), falu Romániában, Temes megyében.

## Fekvése
Dettától 12 km-re keletre fekszik, Birdához tartozik.

## Története
Egykori vára 1335-ben a nagylaki Jánki családé volt, 1427-ben Nagymihályi Albert vránai perjel és fiai kapták adományul. Felszíni nyoma nem maradt.
1910-ben 603, többségben szerb lakosa volt, jelentős román kisebbséggel. A trianoni békeszerződésig Temes vármegye Dettai járásához tartozott.